# Dźanakpur (strefa)
Dźanakpur (nep. जनकपुर) – jedna ze stref w regionie Madhyamańćal, w Nepalu. Głównym miastem tej strefy jest miasto Janakpur, od którego strefa wzięła swoją nazwę.
Dźanakpur dzieli się na 6 dystryktów:
- Dystrykt Dhanusa (Janakpur),
- Dystrykt Dholkha (Charikot),
- Dystrykt Mahottari (Jaleswor),
- Dystrykt Ramechhap (Manthali),
- Dystrykt Sarlahi (Malangwa),
- Dystrykt Sindhuli (Sindhuli Madhi).